# 大葉爾奇基
49°47′54″N 29°37′54″E / 49.79833°N 29.63167°E
大葉爾奇基（烏克蘭語：Великі Єрчики）是位於烏克蘭北部的村莊，由基辅州白采爾克瓦區的斯克維拉市鎮負責管轄。該村面積2.98平方公里，海拔高度218米，2001年人口564，人口密度每平方公里189.5人。